# 中川敏伸
中川敏伸（なかがわとしのぶ、1984年 - ）は、日本の俳優。広島県出身。株式会社エコーズ所属。

## 人物
舞台を中心に幅広く活躍。2019年1月よりエコーズに所属。

## 出演

### 映画
- 「キューカンバー・ワルツ」（監督　天野千尋）
- 「レッド・ブレイド　RED BRADE」（声の出演）（監督　石原貴洋）
- 「娼年」（監督　三浦大輔）
- 「ぼうずキッチン」（監督　大川聖一郎）

### MV
- SKY-HI　×　SALU　「Sleep Walking」

### ゲーム
- 「乃木恋」白石麻衣 彼氏役・生田絵梨花 婚約者役

### CM
- 女子高生ミスコン×マクドナルド
- Google Glass「Dodge-Glass」
- Google Pixel 3a 　実演販売士「レジェンド松下」
- イオンカード×欅坂46　WEBムービー「小林由依・渡邉理佐篇」
- バランス食堂「めちゃ美味いデビュー」篇
- バランス食堂「栄養バランスも考えなきゃね」篇
- バランス食堂「簡単５分で作れる」篇

### 舞台
- 演劇企画ハッピー圏外
- 電動夏子安置システム
- 片肌☆倶利伽羅紋紋一座
- スポタニ
- 劇団モンキーチョップ
- 勉学実験公演